# 艾伯塔 (喬治亞州)
艾伯塔（英語：Elberta）是位於美國喬治亞州休斯敦縣的一個非建制地區。該地的面積和人口皆未知。

## 地理
艾伯塔的座標為32°39′34″N 83°37′08″W / 32.65944°N 83.61889°W，而該地的平均海拔高度為84米（即276英尺）。